# Río Yarí
Le río Yarí est une rivière de Colombie.

## Géographie
Le río Yarí prend sa source dans le nord du département de Caquetá, dans la municipalité de San Vicente del Caguán. Il coule ensuite vers le sud-est, longe le parc national naturel de la Serranía de Chiribiquete avant de rejoindre le río Caquetá à la frontière avec le département d'Amazonas.
Le rio Yari est une rivière très abondante comme toutes celles qui appartiennent au réseau du río Caquetá (rio Japurá au Brésil). Il s'agit du second affluent du río Caquetá par son débit, après le río Apaporís. Comme pour ce dernier, ses eaux noires de rivière de plaine contrastent fortement au confluent avec les eaux claires et chargées d'alluvions du río Caquetá qui prend sa source dans la montagne andine.

## Principaux affluents
- Río Camuya (160 km, 2 800 km2)
- Río Cunare (340 km avec le río Mesay, 14 200 km2)
- Río Luisa (200 km, 3 100 km2)